# ルーベン・ブラデス

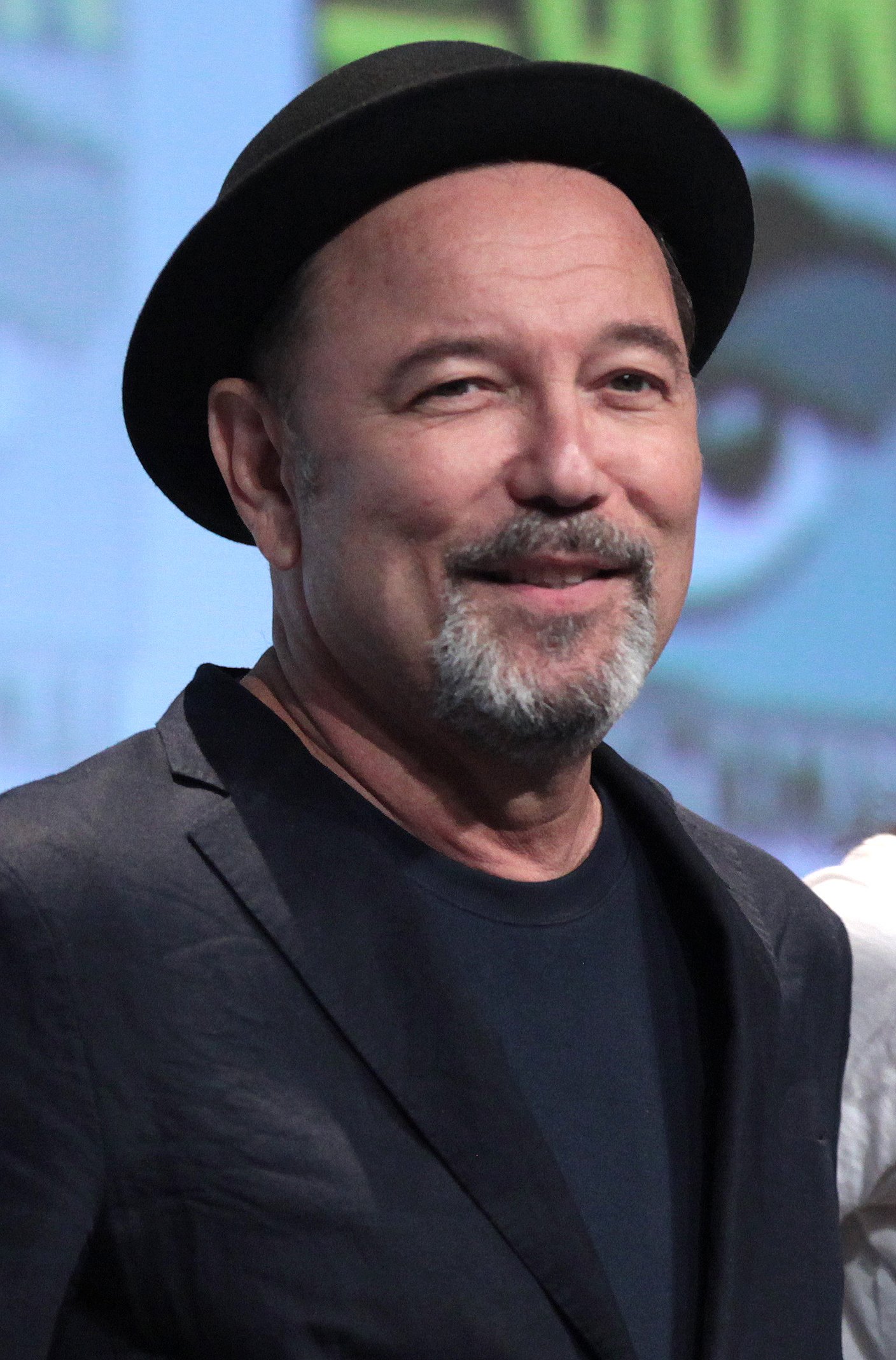
ルーベン・ブラデス（2015年）

ルーベン・ブラデス・ベリード・デ・ルナ（Rubén Blades Bellido de Luna, 1948年7月16日 - ）は、パナマ市出身のサルサ歌手、作詞作曲家、俳優そして政治家。
最も有名な曲は、「ペドロ・ナバハ」（Pedro Navaja）。南アメリカのヌエバ・カンシオン（nueva canción）やキューバのヌエバ・トロバ（nueva trova）など「新しい歌」運動においてサルサ音楽へ詩的な洗練さをもたらし「知的なダンス・ミュージック」を創設するなど、彼の名は南アメリカ、ラテンアメリカ諸国において広く記憶されている。

## 来歴
父親はパーカッション奏者から探偵に転じた人物。母親は歌手兼ラジオ演劇での声優。彼の祖父は運河関連の職を得るためにパナマに移住したセント・ルシア人であり、1992年には祖父の事を歌った曲「West Indian Man」を発表している。
政治家を目指しパナマ国立大学で政治学と法律の学位を取得後パナマ銀行で弁護士の職を得ていたが、1974年アメリカに移り住みマイアミで亡命した両親と一時過ごした後、ニューヨーク市のファニア・レコードに就職した。

### 音楽家
郵便仕分け業務に就きながら書いていた曲が認められ、レイ・バレットらとサルサ音楽で一緒に仕事をする事になった。その後すぐトロンボーン奏者ウイリー・コローンのバンドと共演し、何枚かのアルバムを制作した。彼らのアルバム『シエンブラ』は歴史的な販売記録を樹立するに到った。
1980年にはアルバム制作契約が残るファニア・レコードから離脱、エレクトラ・レーベルと契約し、後に「Seis Del Solar」または「Son Del Solar」の名で知られる事になる一流のバンドを結成する。1980年代始め頃から、映画音楽の作曲も手がけはじめる。
1985年にはグラミー賞を受賞したアルバム『エセーナス』を発売。その翌年に英語のアルバムをリリースした事を揶揄する向きもあったが、英語とスペイン語を両方ともに完璧に使いこなす歌はコマーシャル・イズムとは一線を画したものとなっている。1986年にはガブリエル・ガルシア=マルケスをテーマとした『アグア・デ・ルナ』を、その後はスティング、エルヴィス・コステロらとの英語での共演などをこなす。さらに、2003年には『ムンド〜地球』で再びグラミー賞の栄冠を得ている。
2004年からは音楽活動を休止し、政治活動に専念する。

### 俳優
1982年に、歌手から転じボクシング世界チャンピオンとなったサルバドル・サンチェスの生涯を描いた映画『The Last Fight』で主題歌の作曲とともに初の映画出演を果たした。1985年には自ら脚本執筆に携わった、ニューヨークでヒットを目指すサルサ歌手を描いた映画『Crossover Dreams』に主役として出演した。同年、彼自身の生涯を追った主演ドキュメント映画『The Return of Ruben Blades』が制作され、デンバーの映画祭で発表され、これを契機に多くの映画出演のオファーが舞い込み始めた。
1997年には、暴力に明け暮れていた少年が後に監獄の詩人と呼ばれるに至った実話を題材とした、ポール・サイモン初のブロードウェイミュージカル『The Capeman』にも出演した

### 政治家
歌手や俳優として有名になりつつも、政治家を目指す初志は忘れていなかった。1985年にハーバード大学で法律の修士課程を卒業し、1990年代には音楽や俳優の仕事のかたわら故郷のパナマで政党ハバエゴロ党を結成した。1994年に立候補したパナマ共和国大統領選では、落選しながらも20％の得票率を得た。2000年には人種問題に関する国連親善大使を歴任。
2004年9月には、パナマ現大統領のマルティン・トリホスの要請を受け観光庁大臣に就任している。

## ディスコグラフィ
- 1978年 『シエンブラ』 - Siembra - ウイリー・コローンとの共作。
- 1979年 Bohemio y Poeta
- 1980年 『マエストラ・ビーダVol.1』 - Maestra Vida: Primera Parte
- 1980年 『マエストラ・ビーダVol.2』 - Maestra Vida: Segunda Parte
- 1984年 『ブスカンド・アメリカ』 - Buscando América - Rubén Blades & Seis del Solar
- 1984年 Mucho Mejor
- 1985年 『エセーナス』 - Escenas - Rubén Blades y Seis de Solar
- 1986年 『アグア・デ・ルナ』 - Agua de Luna - Rubén Blades y Seis del Solar
- 1988年 『アンテセデンテ』 - Antecedente
- 1988年 Nothing But the Truth
- 1991年 Caminando
- 1992年 Best of Ruben Blades
- 1992年 Amor Y Control - Rubén Blades/Son Del Solar
- 1992年 Que La Hace La Paga
- 1992年 『ダブル・フィロ』 - Doble Filo
- 1992年 Ruben Blades with Strings
- 1992年 Poetry: The Greatest Hits
- 1993年 Joseph & His Brothers
- 1993年 Poeta Latino
- 1995年 Mucho Mejor
- 1996年 Rosa de Los Vientos
- 1996年 Greatest Hits - Rubén Blades y Seis del Solar
- 1998年 Sus Más Grandes Exitos
- 1999年 Tiempos
- 2000年 From Panama to New York - オーケストラとの共演。
- 2001年 Sembra Y Otros Favoritos Salsa Para Siempre - ウイリー・コローンとの共作。
- 2001年 Best
- 2002年 Salsa Caliente De Nu York
- 2002年 『ムンド〜地球』 - Mundo
- 2003年 『ウナ・デカダ』 - Una Decada
- 2004年 Experencia Ruben Blades
- 2004年 O Melhor, Vol. 1
- 2004年 O Melhor, Vol. 2

### 主なセッション参加アルバム
- 1987年 ナッシング・ライク・ザ・サン - Nothing Like the Sun/スティング

## フィルモグラフィ

### 映画
| 公開年 | 邦題 原題                                                             | 役名                           | 備考             |
| ------ | --------------------------------------------------------------------- | ------------------------------ | ---------------- |
| 1983   | ラスト・ファイト The Last Fight                                       | アンディ・クレイヴ（キッド）   |                  |
| 1985   | クロスオーバー・ドリーム Crossover Dreams                             | ルディ                         | 脚本・出演・音楽 |
| 1987   | S.O.S.ドクター・ノーグッド! Critical Condition                        | ルイス                         |                  |
| 1987   | 危険な天使 Fatal Beauty                                               | カール・ヒメネス               |                  |
| 1988   | ミラグロ/奇跡の地 The Milagro Beanfield War                           | モントーヤ保安官               |                  |
| 1988   | ホームボーイ Homeboy                                                  | ドクター                       |                  |
| 1989   | デッド・マン・アウト Dead Man Out                                     | ベン                           | テレビ映画       |
| 1989   | 計画性の無い犯罪 Disorganized Crime                                   | カルロス・バリオス             |                  |
| 1989   | The Lemon Sisters                                                     | C.W.                           |                  |
| 1990   | モ'・ベター・ブルース Mo' Better Blues                                | ピーティ                       |                  |
| 1990   | 黄昏のチャイナタウン The Two Jakes                                    | ミッキー・ナイス               |                  |
| 1990   | プレデター2 Predator 2                                                | ダニー・アーチュリータ         |                  |
| 1991   | 裸の女王-ジョセフィン・ベイカー・ストーリー The Josephine Baker Story | Count Giuseppe Pepito Abatino  | テレビ映画       |
| 1991   | 静かなる戦い One Man's War                                            | ペロン                         | テレビ映画       |
| 1991   | ニューヨークのいたずら The Super                                      | マーロン                       |                  |
| 1993   | カリフォルニア大激震/ハイウェイI-880の奇跡 Miracle on Interstate 880  | Pastor Beruman                 | テレビ映画       |
| 1993   | ライフ・ウィズ・マイキー Life with Mikey                              | アンジーの父                   |                  |
| 1994   | A Million to Juan                                                     |                                |                  |
| 1994   | 薔薇の素顔 Color of Night                                             | マルティネス                   |                  |
| 1996   | Scorpion Spring                                                       |                                |                  |
| 1997   | デビル The Devil's Own                                                | エドウィン・ディアズ           |                  |
| 1997   | チャイニーズ・ボックス Chinese Box                                    | ジム                           |                  |
| 1999   | クレイドル・ウィル・ロック Cradle Will Rock                           | ディエゴ・リベラ               |                  |
| 2000   | すべての美しい馬 All the Pretty Horses                                | ドン・ヘクター・デ・ラ・ロチャ |                  |
| 2002   | 愛と暗殺のタンゴ Assassination Tango                                  | ミゲル                         |                  |
| 2003   | レジェンド・オブ・メキシコ/デスペラード Once Upon a Time in Mexico    | ラミレス                       |                  |
| 2003   | ジャスティス〜闇の迷宮 Imagining Argentina                            | シルヴィオ                     |                  |
| 2003   | Spin                                                                  |                                |                  |
| 2004   | ベネズエラ・サバイバル Secuestro express                              | カルラの父                     |                  |
| 2012   | デンジャラス・ラン Safe House                                         | カルロス・ヴィラル             |                  |
| 2013   | 悪の法則 The Counselor                                                | ヘフェ                         |                  |

### テレビシリーズ
| 放映年               | 邦題 原題                                                | 役名                 | 備考                             |
| -------------------- | -------------------------------------------------------- | -------------------- | -------------------------------- |
| 1997                 | X-ファイル X File                                        | コンラッド・ロザノ   | シーズン４ 11話「カビ」          |
| 2000-2001            | Gideon's Crossing                                        | マックス             | 20エピソード                     |
| 2015-2017, 2019-2023 | フィアー・ザ・ウォーキング・デッド Fear the Walking Dead | ダニエル・サラザール | シーズン1-3,5-：メイン・キャスト |